# Garveia nutans
Garveia nutans är en nässeldjursart som beskrevs av Wright 1859. Garveia nutans ingår i släktet Garveia och familjen Bougainvilliidae. Arten har ej påträffats i Sverige. Inga underarter finns listade i Catalogue of Life.